# Martial-Pierre-Marie Jannin
Martial-Pierre-Marie Jannin MEP (* 7. Januar 1867 in Besançon; † 16. Juli 1940 in Kon Tum, Französisch-Indochina) war ein französischer römisch-katholischer Ordensgeistlicher und Apostolischer Vikar von Kontum.

## Leben
Martial-Pierre-Marie Jannin trat der Ordensgemeinschaft der Pariser Mission bei. Er wurde in der Kapelle der Pariser Mission in Paris am 1. März 1890 durch den Apostolischen Vikar von Ost-Cochin, Désiré-François-Xavier Van Camelbeke MEP, zum Diakon geweiht und empfing am 28. September desselben Jahres durch den Apostolischen Vikar von Korea, Gustave-Charles-Marie Mutel MEP, das Sakrament der Priesterweihe.
Am 10. Januar 1933 ernannte ihn Papst Pius XI. zum Titularbischof von Gadara und zum ersten Apostolischen Vikar von Kontum. Der Apostolische Delegat für Indochina, Erzbischof Colomban-Marie Dreyer OFM, spendete ihm am 23. Juni desselben Jahres in Kon Tum die Bischofsweihe; Mitkonsekratoren waren der Apostolische Vikar von Qui Nhơn, Augustin-Marie Tardieu MEP, und der Apostolische Vikar von Phnom-Penh, Valentin Herrgott MEP.